# آریو آلتو، تگزاس
آریو آلتو (به انگلیسی: Arroyo Alto) یک منطقهٔ مسکونی در ایالات متحده آمریکا است که در شهرستان کمرون، تگزاس واقع شده‌است. آریو آلتو ۰٫۱ کیلومتر مربع مساحت و ۳۲۰ نفر جمعیت دارد و ۱۶ متر بالاتر از سطح دریا واقع شده‌است.